# Юні

42°59′58″ пн. ш. 141°47′25″ сх. д. / 42.99944° пн. ш. 141.79028° сх. д.
Юні́ (яп. 由仁町, ゆにちょう, МФА: [juɲi t͡ɕoː]) — містечко в Японії, в повіті Юбарі округу Сораті префектури Хоккайдо. Станом на 1 жовтня 2008 року площа містечка становила 133,86 км². Станом на 31 березня 2017 населення містечка становило 5340 осіб.